# فرودگاه صحرایی گریدر
فرودگاه صحرایی گریدر (به انگلیسی: Grider Field) یک فرودگاه همگانی بهره‌برداری هوایی با کد یاتا PBF است که یک باند فرود آسفالت دارد و طول باند آن ۱۸۲۸ متر است. این فرودگاه در کشور ایالات متحده آمریکا قرار دارد و در ارتفاع ۶۳ متری از سطح دریا واقع شده است.